# Simtek
Simtek a fost o echipă de Formula 1 care a concurat in campionatul mondial în 1994 și 1995.

## Palmares în Formula 1
| Sezon | Piloți | Puncte | Loc clasament general |
| ----- | --- | ------ | --------------------- |
| 1995  | Domenico Schiattarella (5 curse) Jos Verstappen (5 curse) | 0      | -                     |
| 1994  | David Brabham Roland Ratzenberger (3 curse); Andrea Montermini (1 cursa); Jean-Marc Gounon (7 curse); Domenico Schiattarella (2 curse); Taki Inoue (1 cursa) | 0      | -                     |